# Dinebra
Dinebra là một chi thực vật có hoa trong họ Hòa thảo (Poaceae).

## Loài
Chi Dinebra gồm các loài: